# Fosse d'Hérin
La fosse d'Hérin de la Compagnie des mines d'Anzin est un ancien charbonnage du Bassin minier du Nord-Pas-de-Calais, situé à Hérin. Deux puits sont commencés en 1854, et productifs à partir de 1857. Un terril no 159, Fosse d'Hérin, est entrepris à l'ouest de la fosse. Des cités sont bâties. Un troisième puits est commencé en 1890. La fosse est détruite durant la Première Guerre mondiale. Elle est reconstruite vers 1920, le puits no 3 est notamment équipé d'un chevalement en béton armé.
La Compagnie des mines d'Anzin est nationalisée en 1946, et intègre le Groupe de Valenciennes. Le puits no 3 assure l'aérage de la fosse Blignières, un projet a été annulé, il consistait à concentrer cette dernière sur la fosse d'Hérin et la remettre en extraction. Les trois puits sont finalement comblés en 1955, et les installations détruites, à l'exception du chevalement du puits no 3, conservé de nombreuses années. Le terril est entièrement exploité. Quelques habitations sont détruites.
Une entreprise occupe le carreau de fosse. Un sondage de décompression est exécuté à quelques centaines de mètres de la fosse en 1991. Au début du XXIe siècle, Charbonnages de France matérialise les têtes des puits Hérin nos 1, 2 et 3. Il subsiste trois bâtiments de la fosse. Les cités restantes ont été rénovées. Le site du terril est un espace vert.

## La fosse

### Fonçage
Deux puits sont entrepris par la Compagnie des mines d'Anzin à Hérin au sud de la ligne de Somain à Péruwelz en 1854.
L'orifice des puits est situé à l'altitude de 52 mètres. Le terrain houiller est atteint à la profondeur de 77 mètres ou 85 mètres. Le puits no 2 est situé à 22 mètres au nord-est du puits no 1.

### Exploitation
La fosse commence à extraire en 1857. Le puits no 3 est commencé en 1890 à 30 mètres au nord du puits no 2.
La fosse est détruite durant la Première Guerre mondiale. À sa reconstruction vers 1920, le puits no 3 est équipé d'un chevalement en béton armé similaire à celui qui équipe le puits no 2 de la fosse Dutemple. La fosse d'Hérin cesse d'extraire le 31 juillet 1936, après avoir produit 8 048 800 tonnes de houille.
La Compagnie des mines d'Anzin est nationalisée en 1946, et intègre le Groupe de Valenciennes. Alors que les puits nos 1 et 2 sont inusités, le puits no 3 assure l'aérage de la fosse Blignières, sise à Wavrechain-sous-Denain à 2 825 mètres au sud-ouest. Cette dernière devait être concentrée sur la fosse d'Hérin, celle-ci aurait alors été remise à l'extraction, mais le projet est finalement annulé. La fosse d'Hérin cesse toute activité, et ses puits nos 1, 2 et 3, respectivement profonds de 382, 609 et 743 mètres, sont remblayés en 1955. Les installations sont rapidement détruites, à l'exception du chevalement du puits no 3 qui a longtemps été conservé.

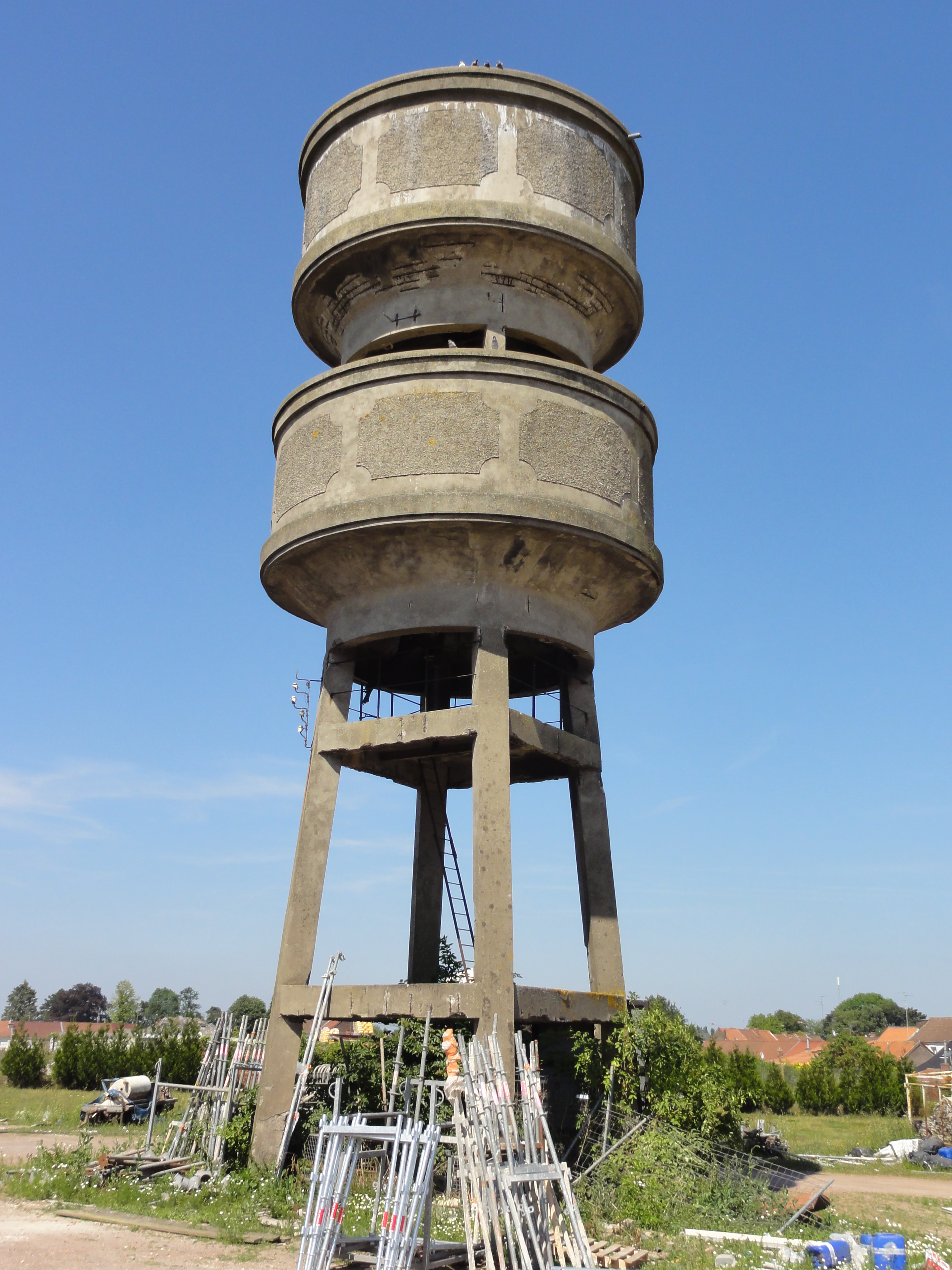
Le château d'eau.
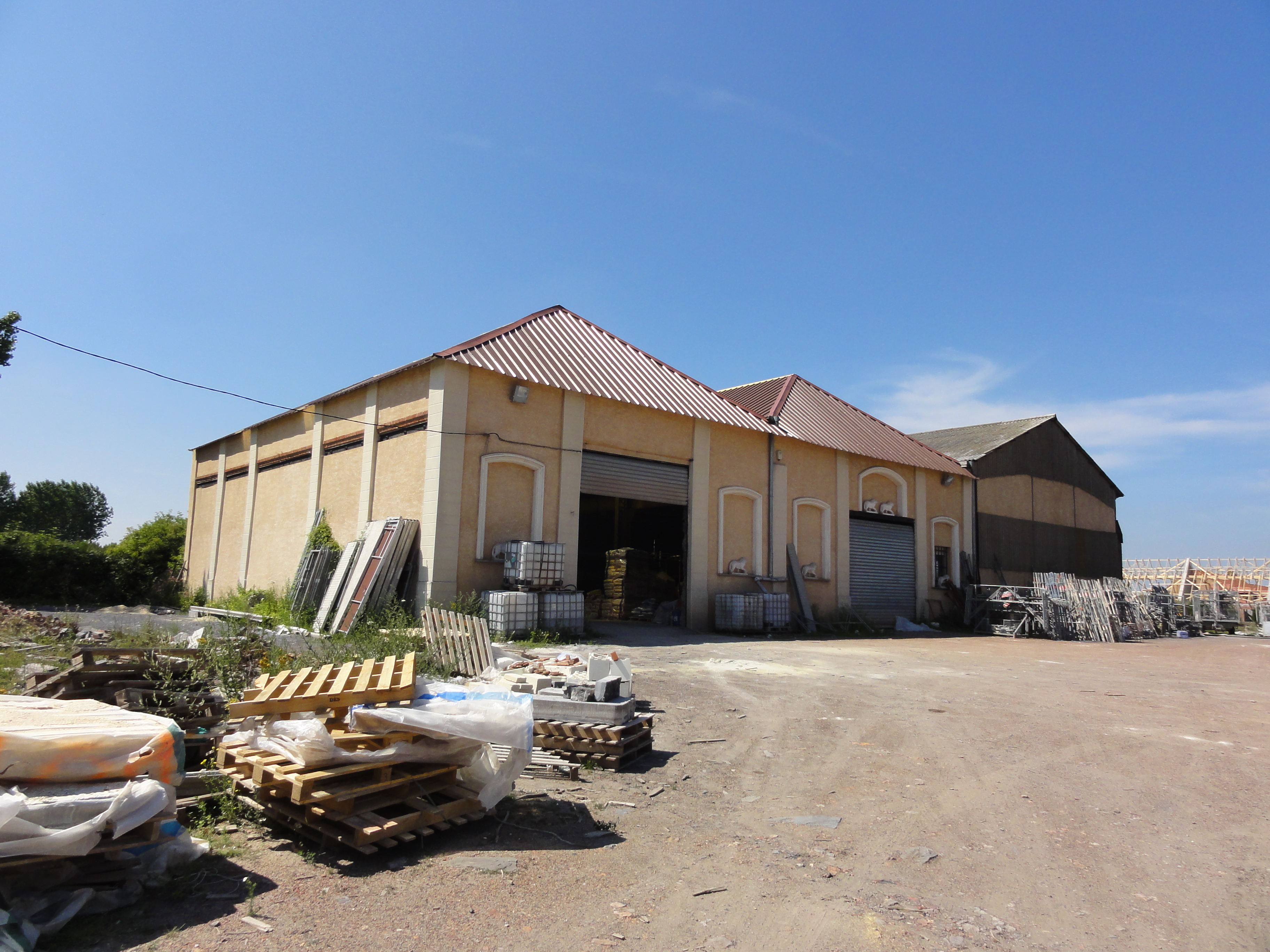
La salle des machines du puits no 3.
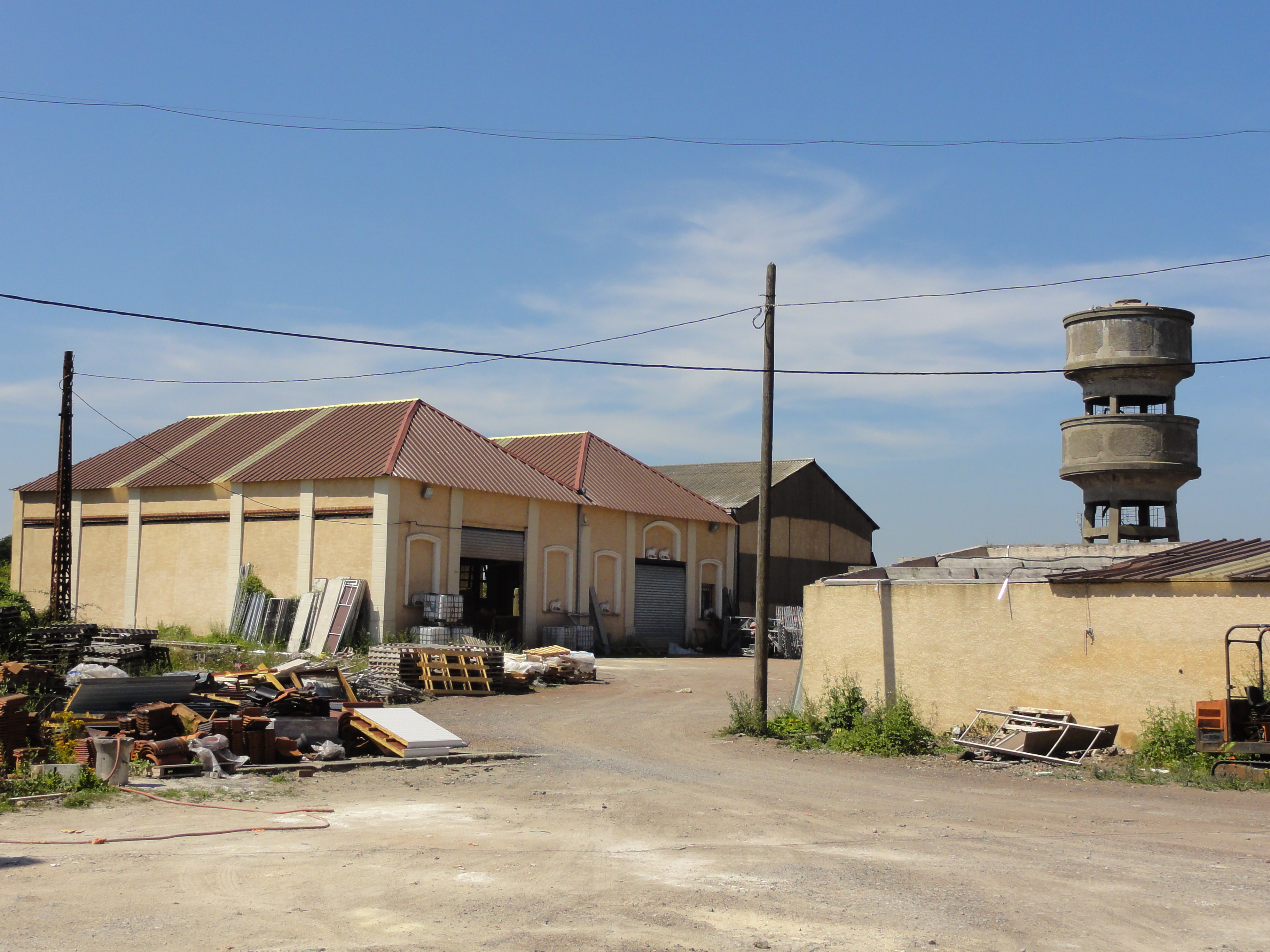
La salle des machines et le château d'eau.
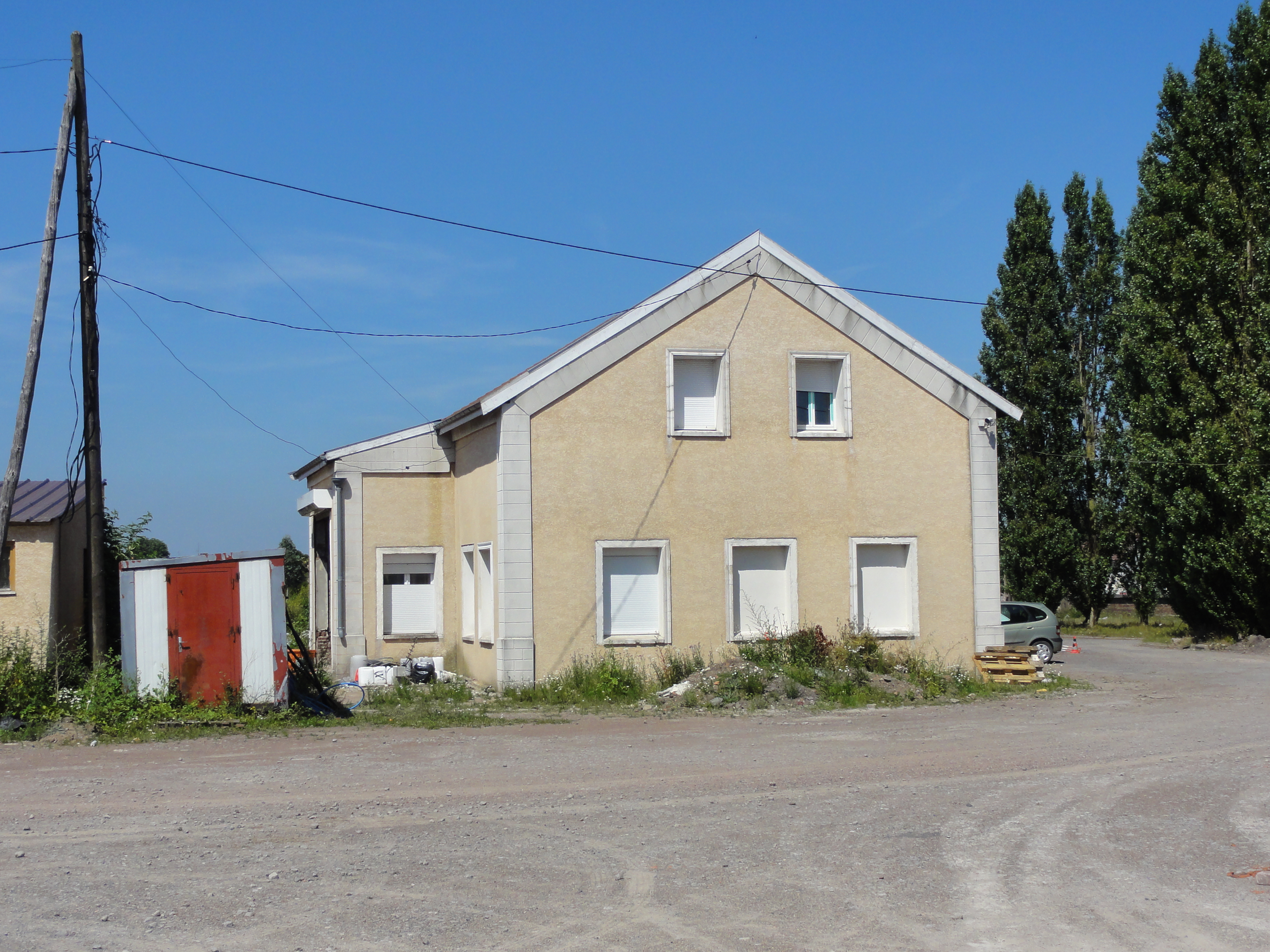
Les bureaux.
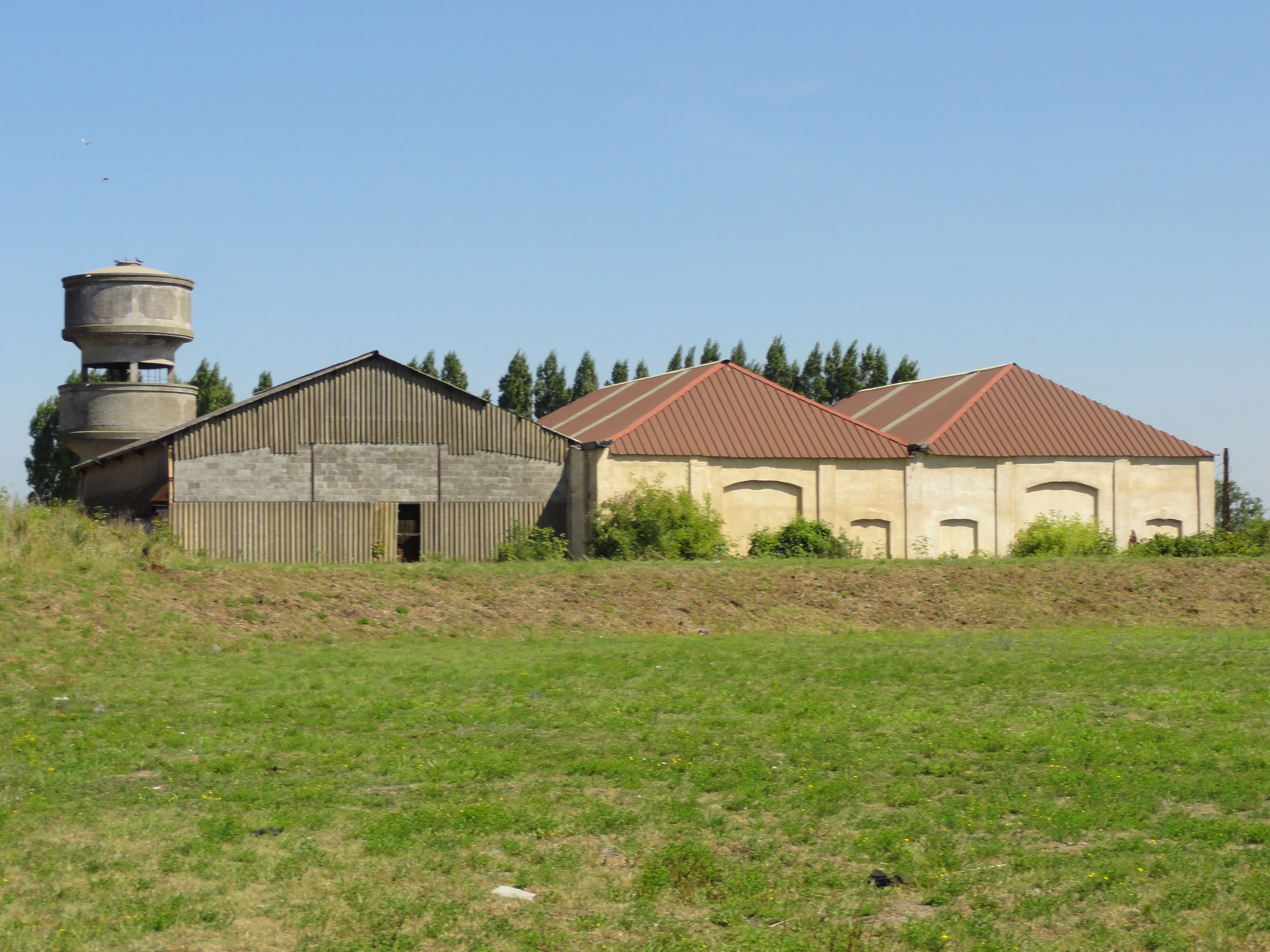
Les vestiges de la fosse vus depuis le site du terril.
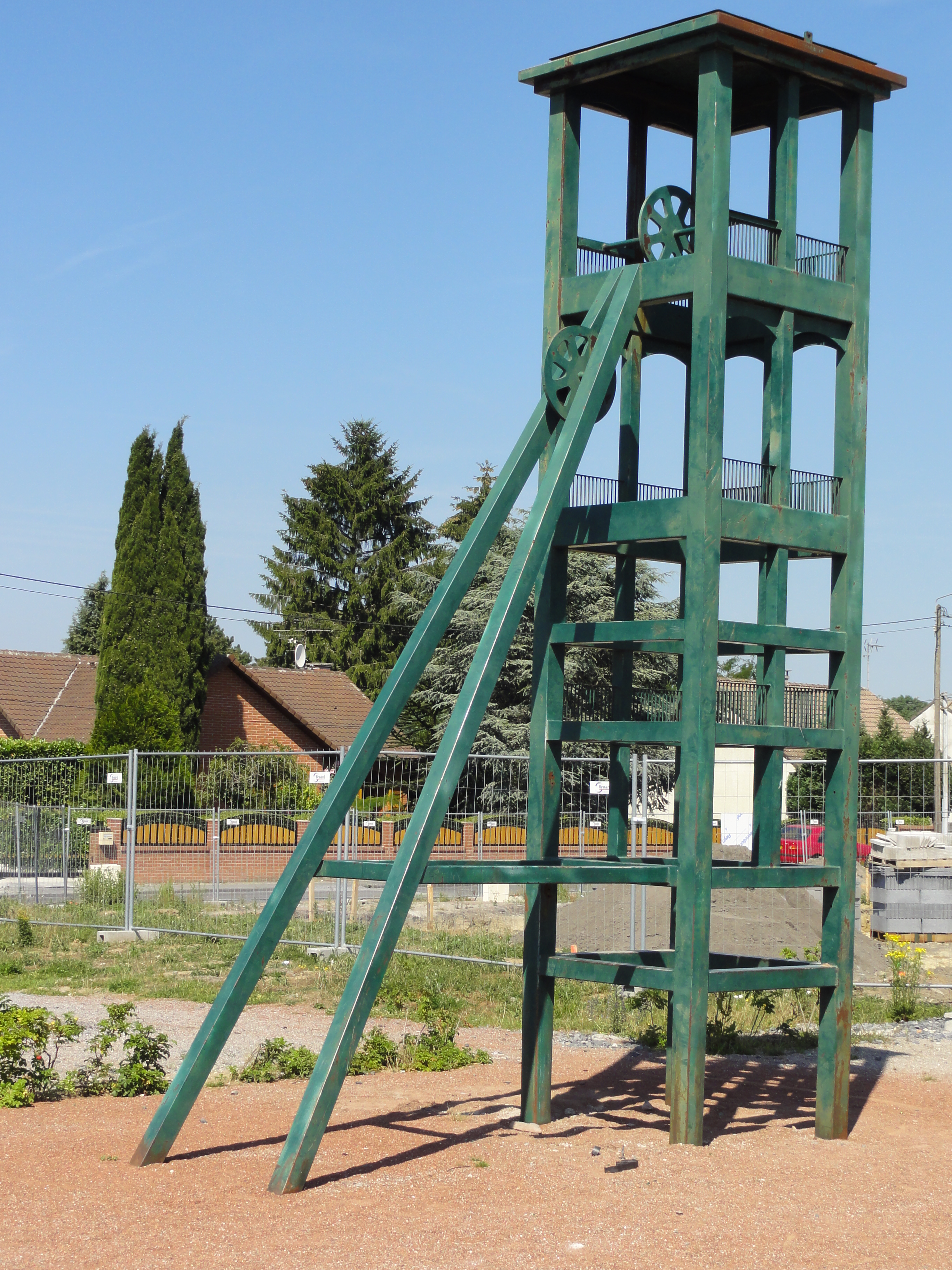
Une reproduction du chevalement du puits Hérin no 3.

### Reconversion
Un sondage de décompression S16, dit sondage d'Hérin, est entrepris à Rouvignies à 836 mètres au sud-ouest de la fosse du 6 octobre au 5 décembre 1991. D'un diamètre de 19,4 centimètres, il a atteint la profondeur de 137,35 mètres,.
Une entreprise s'installe sur le carreau de fosse. Au début du XXIe siècle, Charbonnages de France matérialise les têtes des puits Hérin nos 1, 2 et 3. Le BRGM y effectue des inspections chaque année. Il subsiste le château d'eau, qui possède deux réservoirs, la salle des machines du puits no 3, et les bureaux, ainsi que des vestiges des murs d'enceinte.

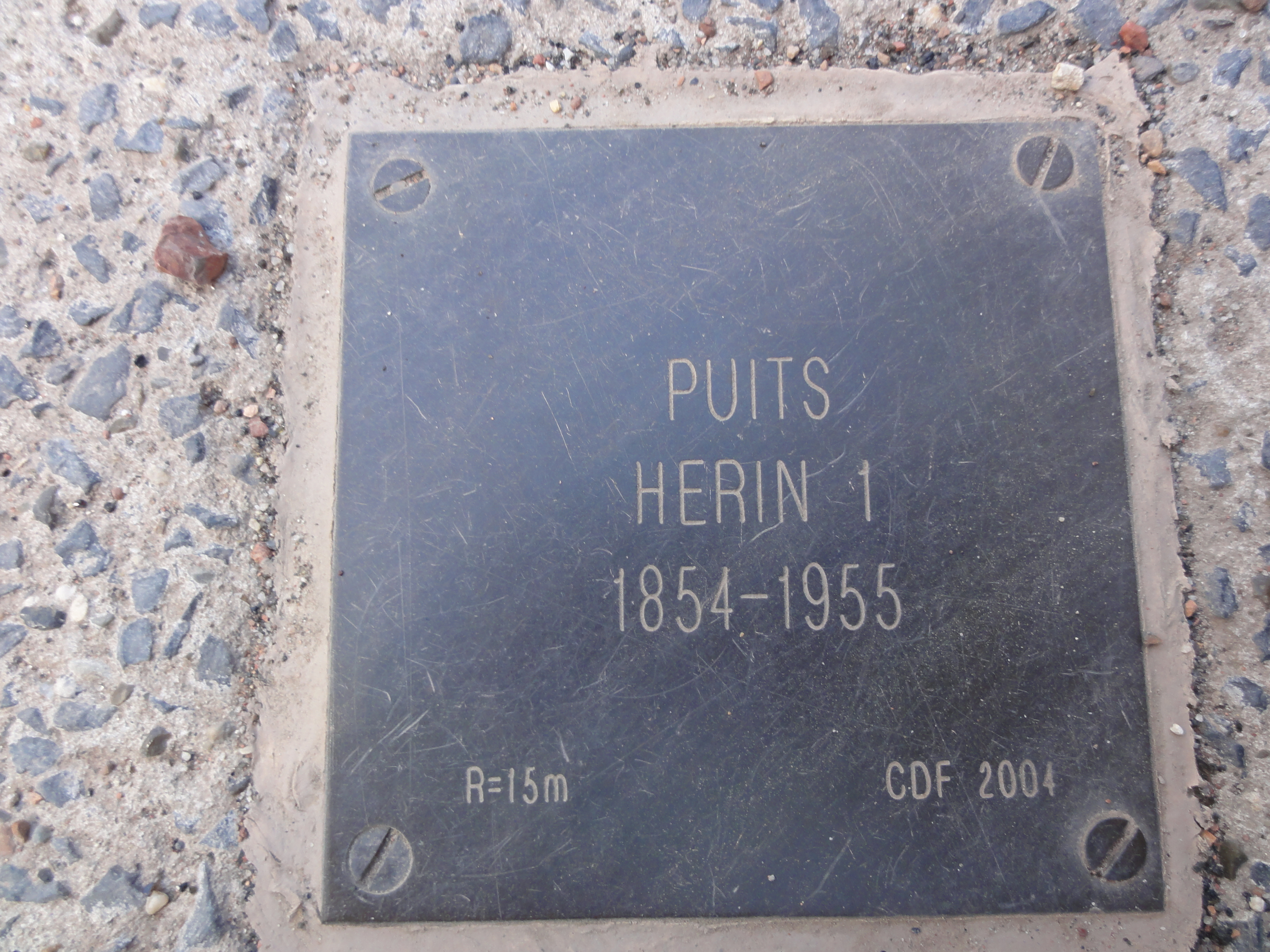
Puits Hérin no 1, 1854-1955.
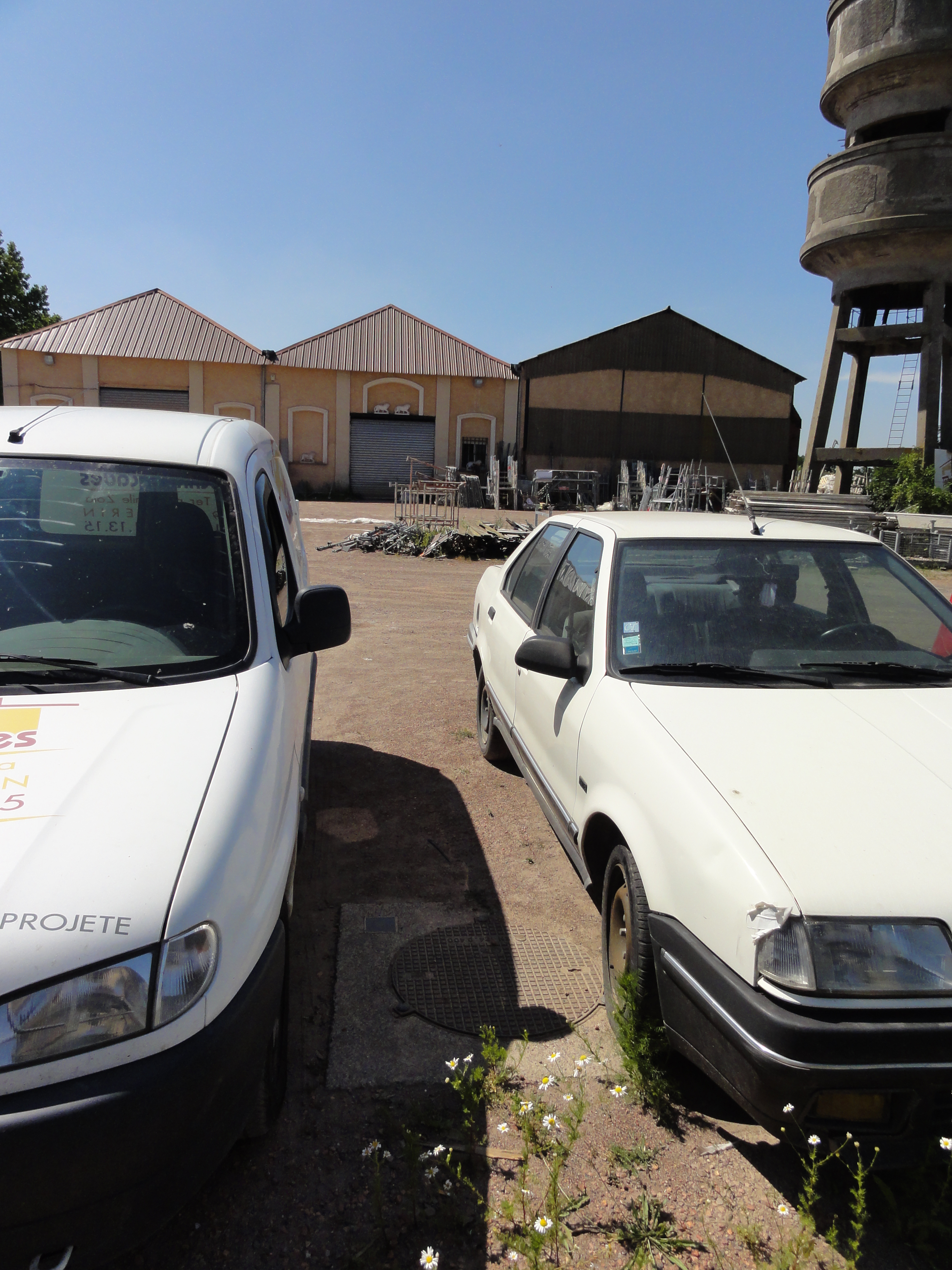
Le puits Hérin no 1 dans son environnement.
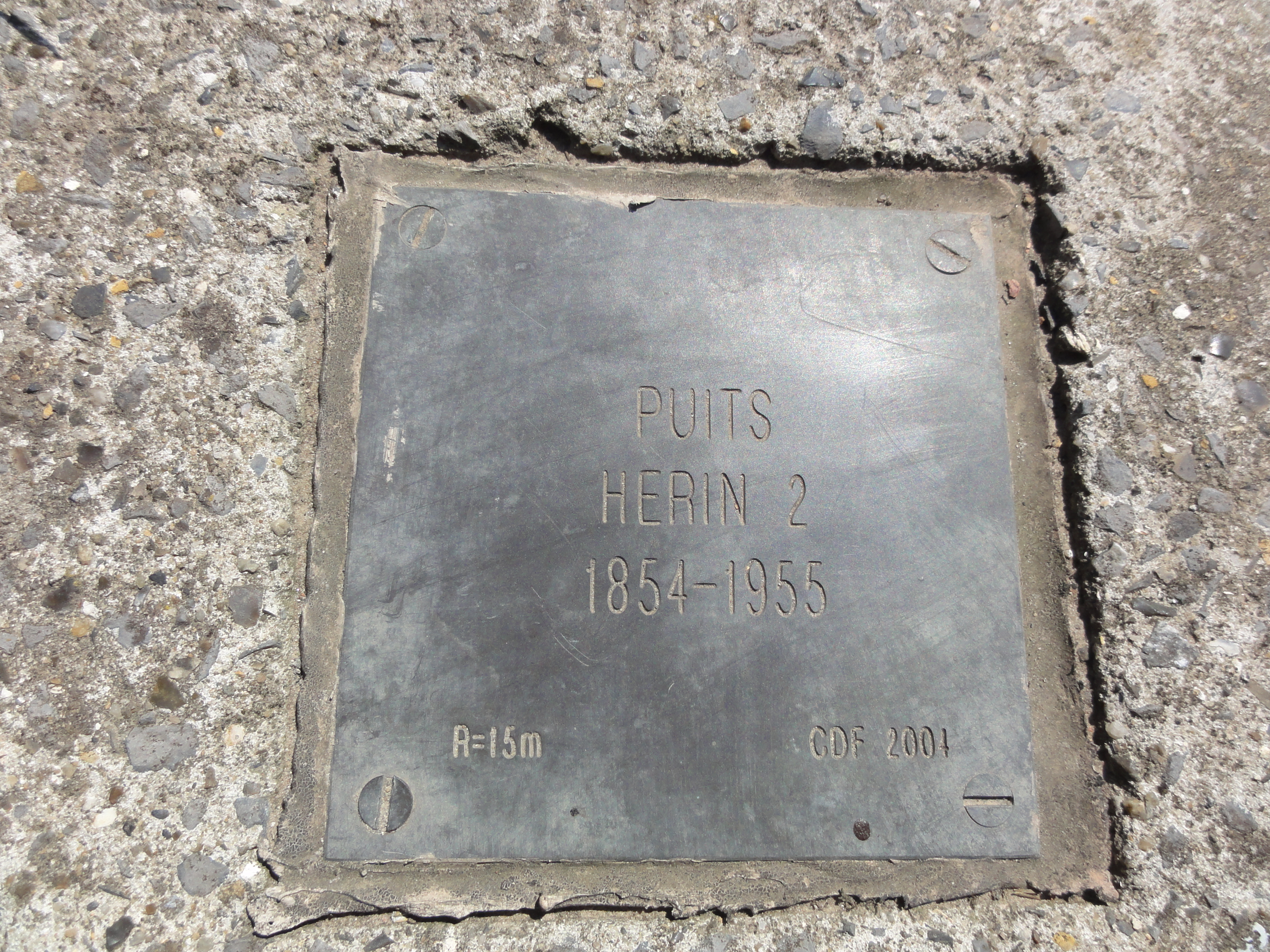
Puits Hérin no 2, 1854-1955.
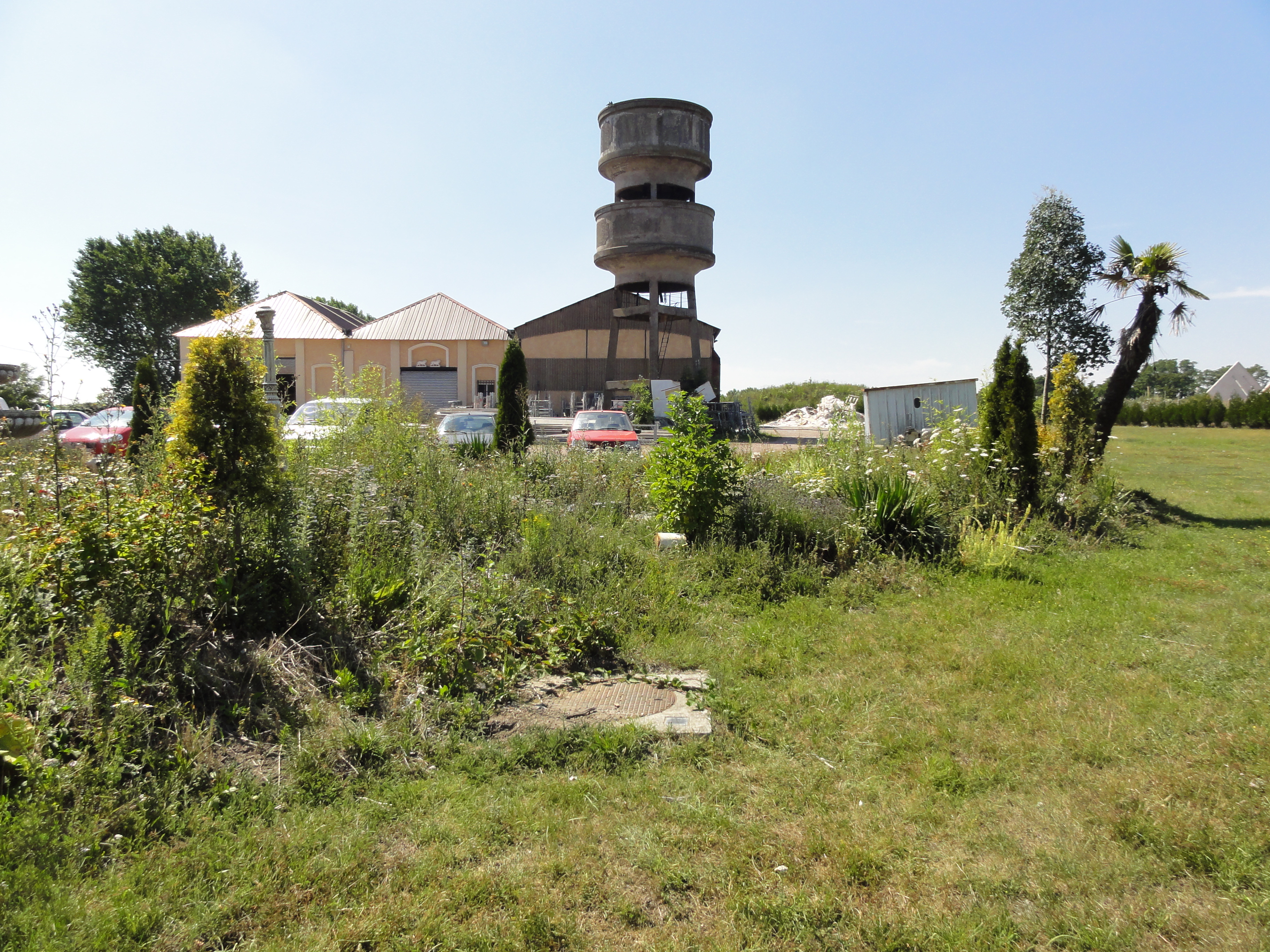
Le puits Hérin no 2 dans son environnement.
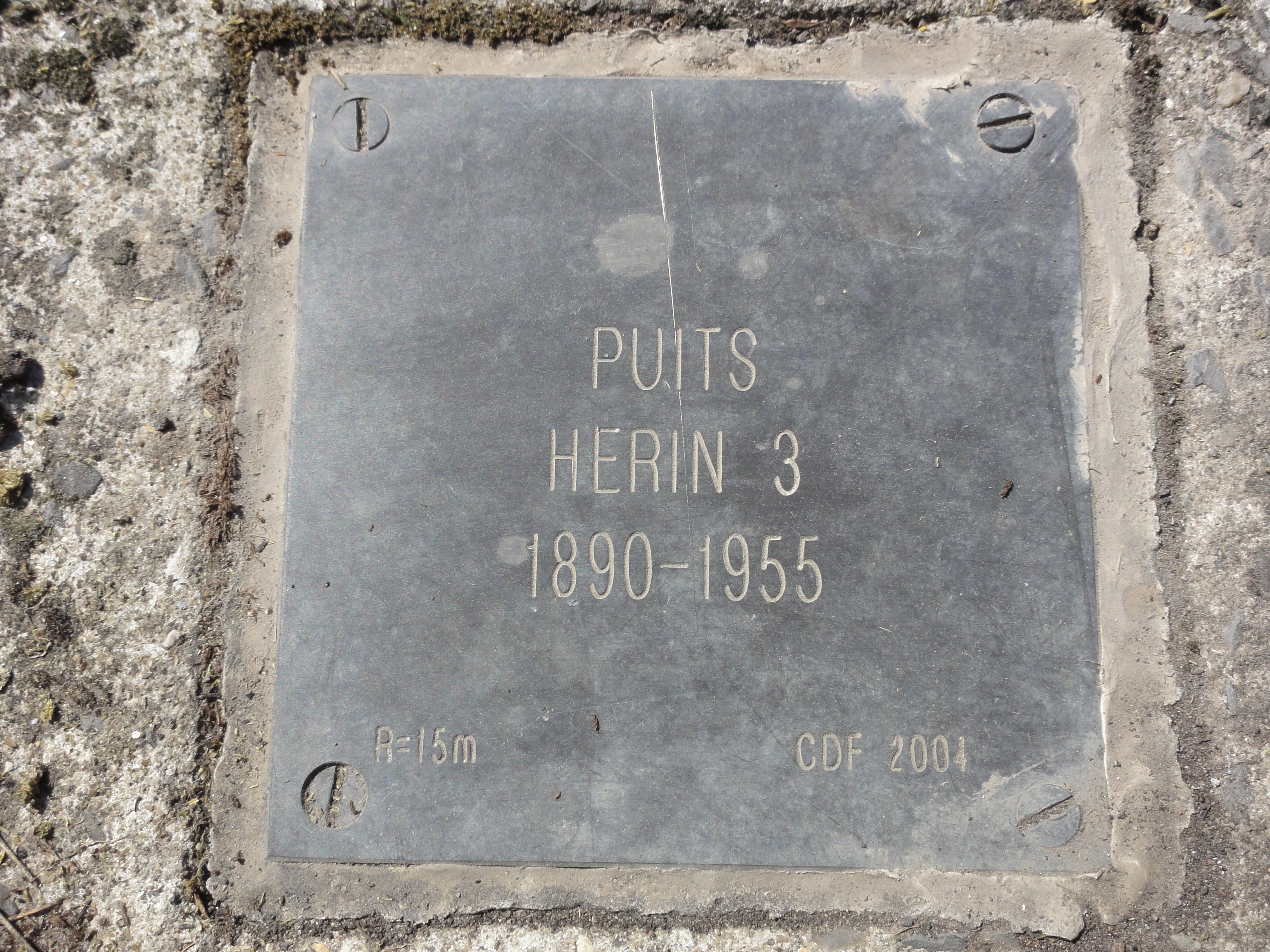
Puits Hérin no 3, 1890-1955.
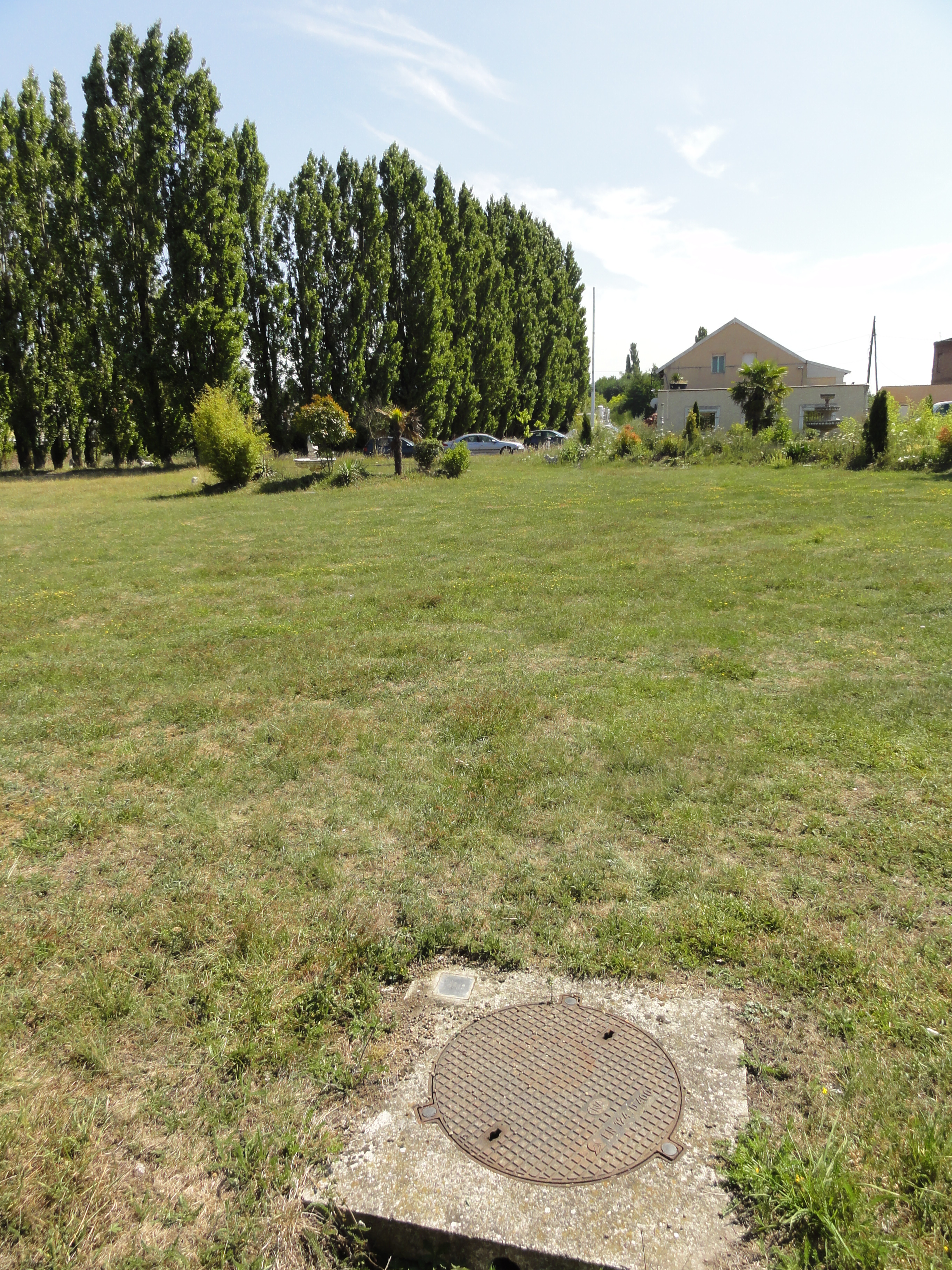
Le puits Hérin no 3 dans son environnement.

## Le terril
50° 21′ 06″ N, 3° 26′ 52″ E

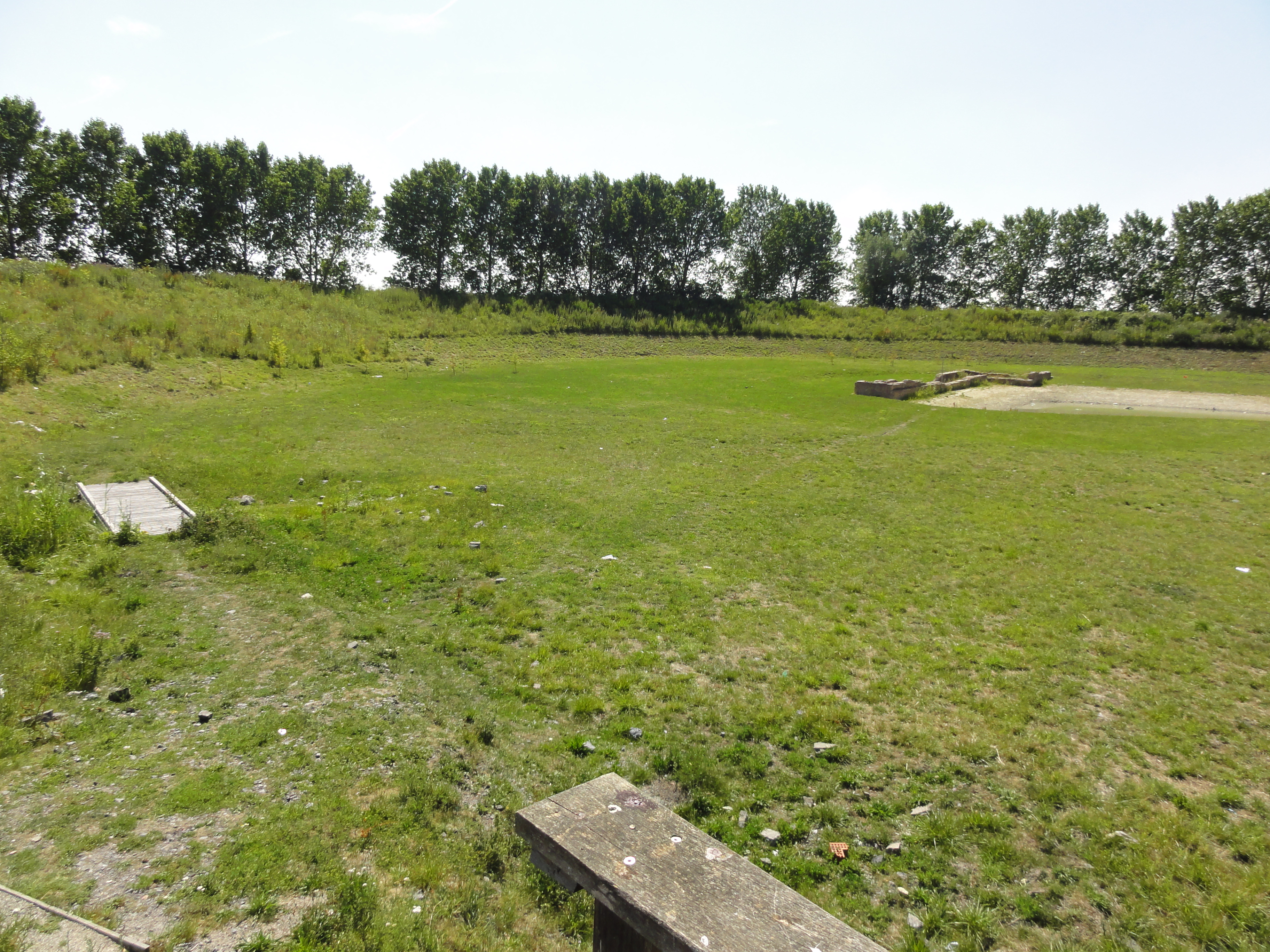
Le terril Fosse d'Hérin.

Le terril no 159, Fosse d'Hérin, est situé à Hérin, il a été alimenté par la fosse d'Hérin, puis totalement exploité. Il s'agissait à l'origine d'un terril conique,.

## Les cités
Des cités ont été bâties à proximité de la fosse.

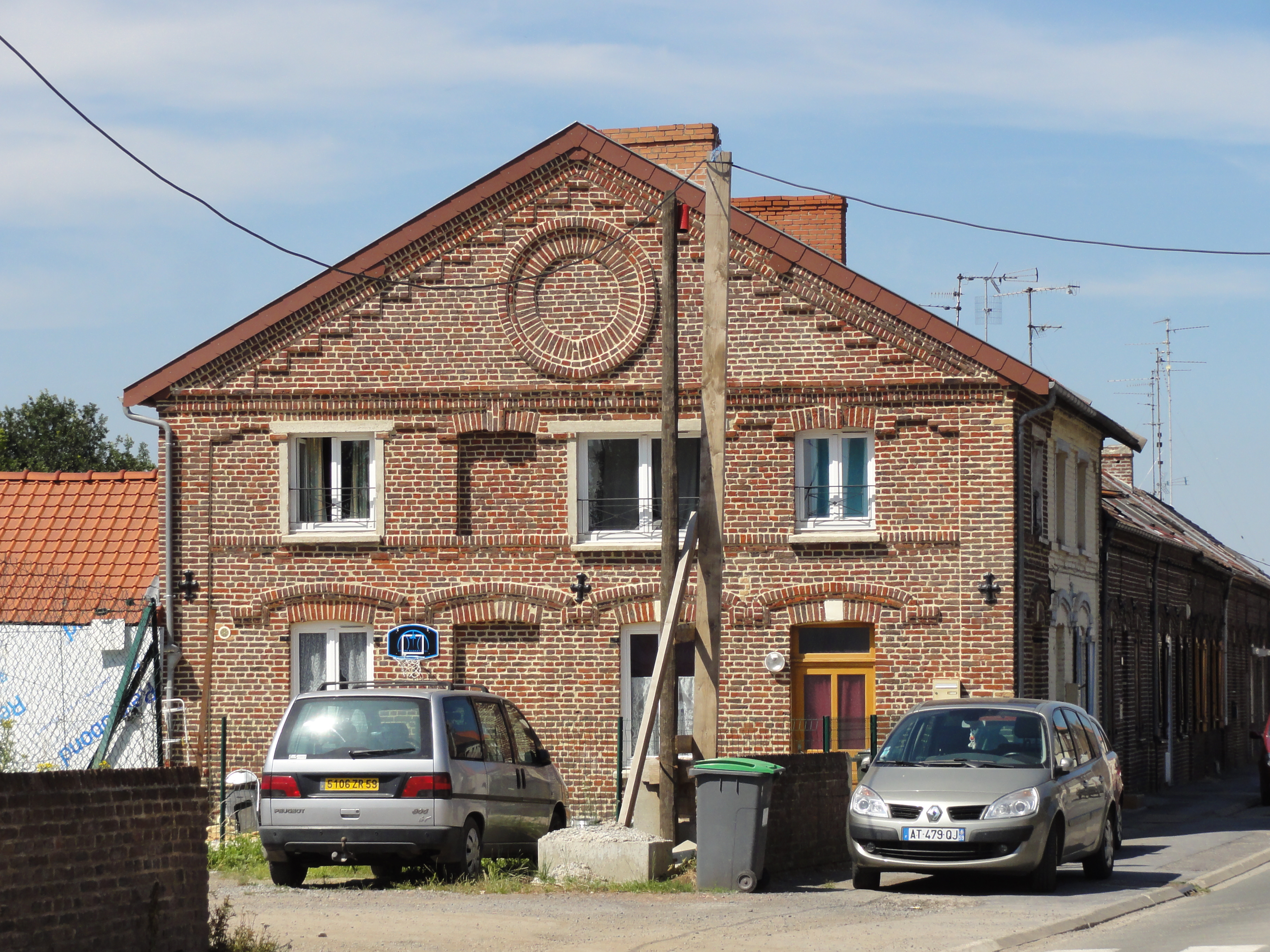
Un coron.
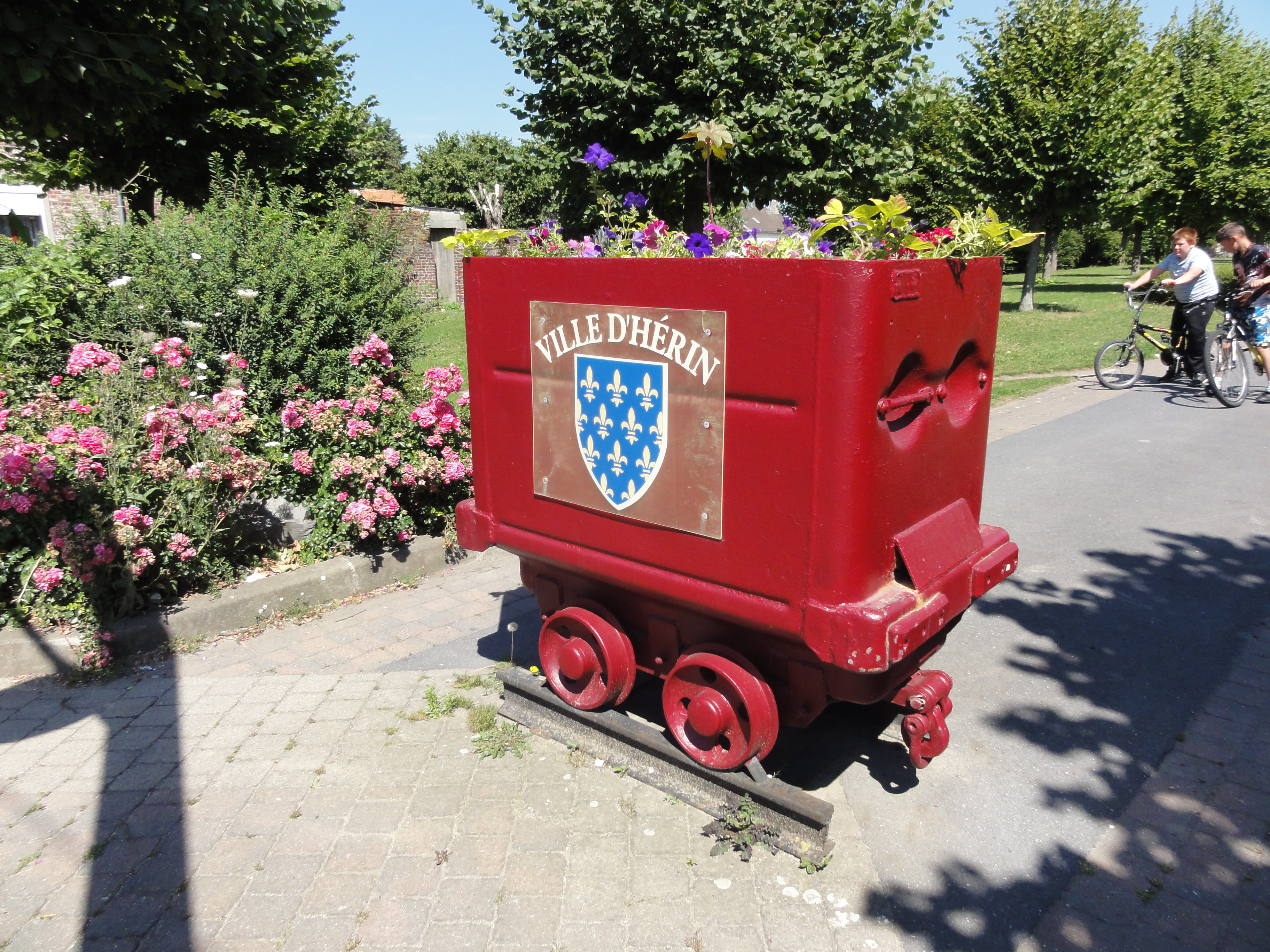
Une berline.
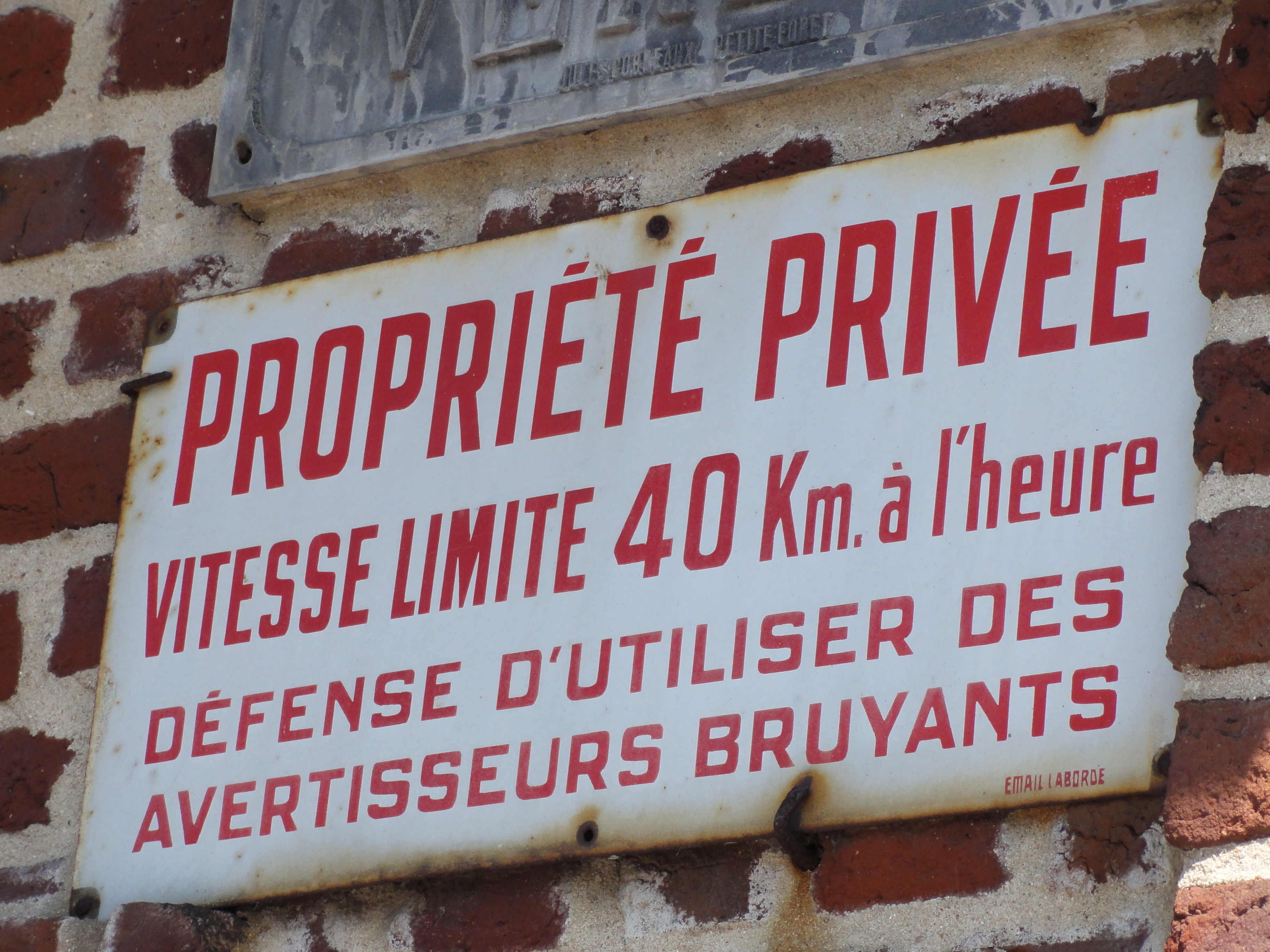
« Propriété privée, vitesse limite 40 km/h, défense d'utiliser des avertisseurs bruyants ».
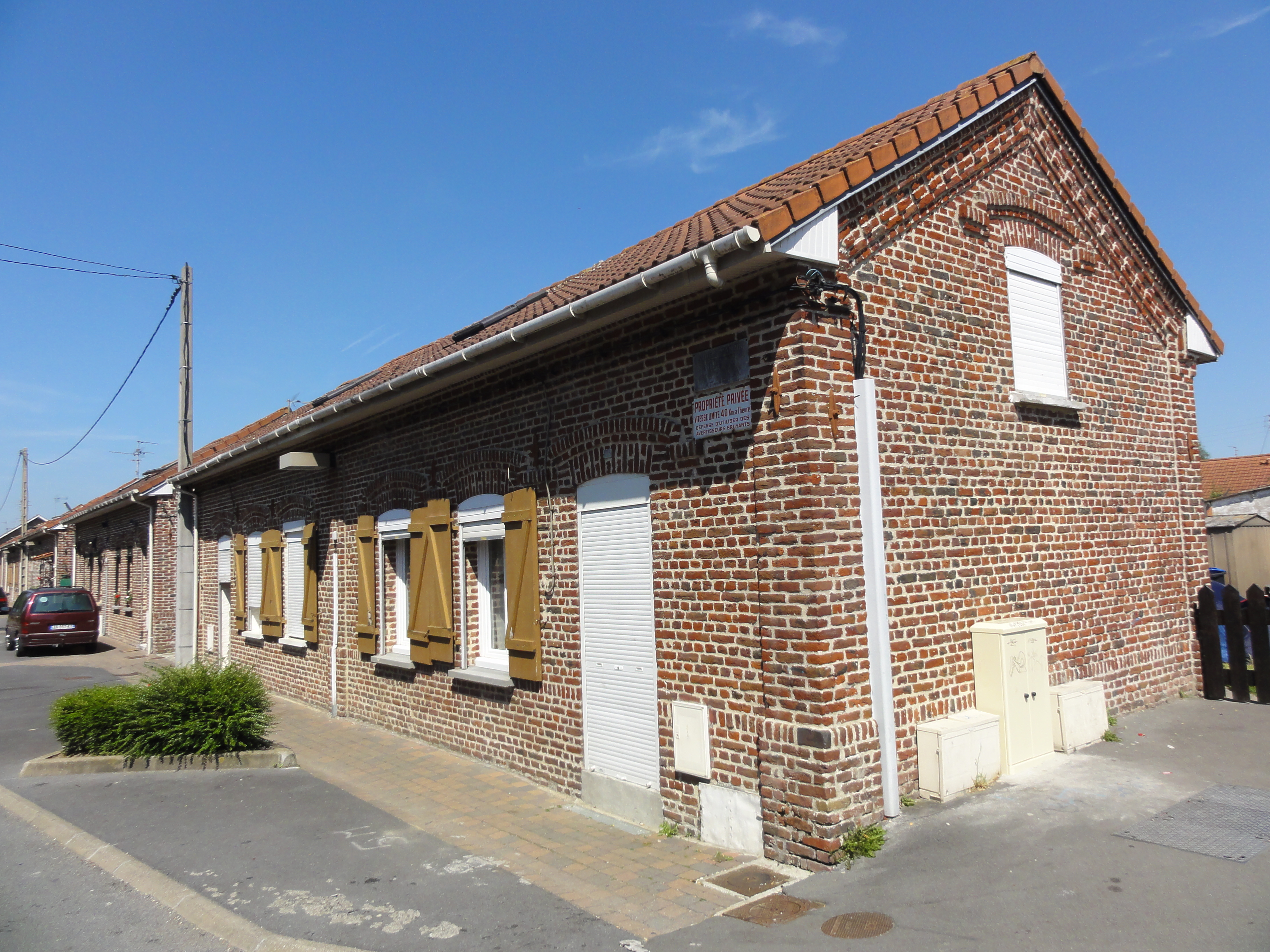
Des habitations groupées par deux.
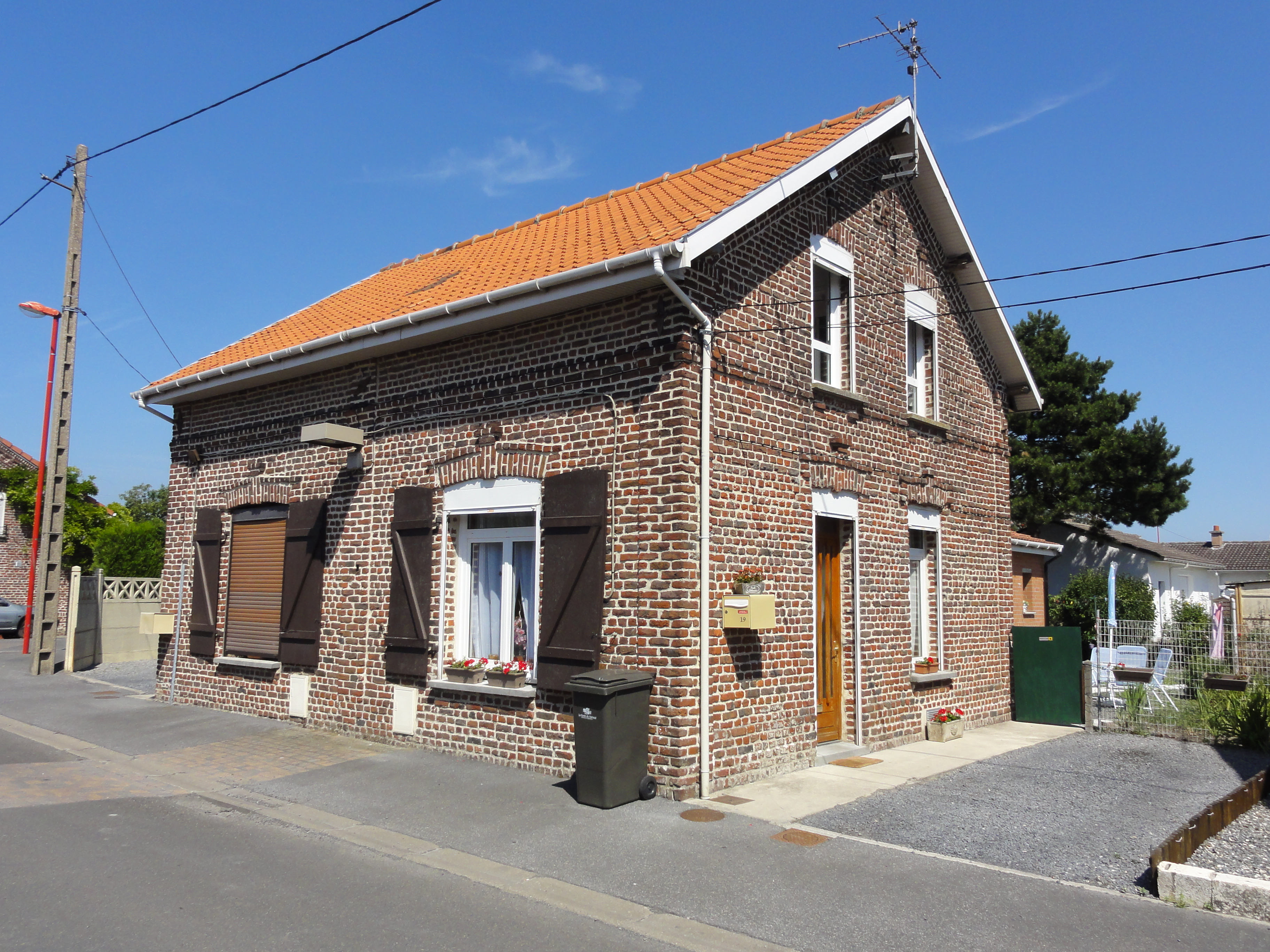
Des habitations groupées par deux.
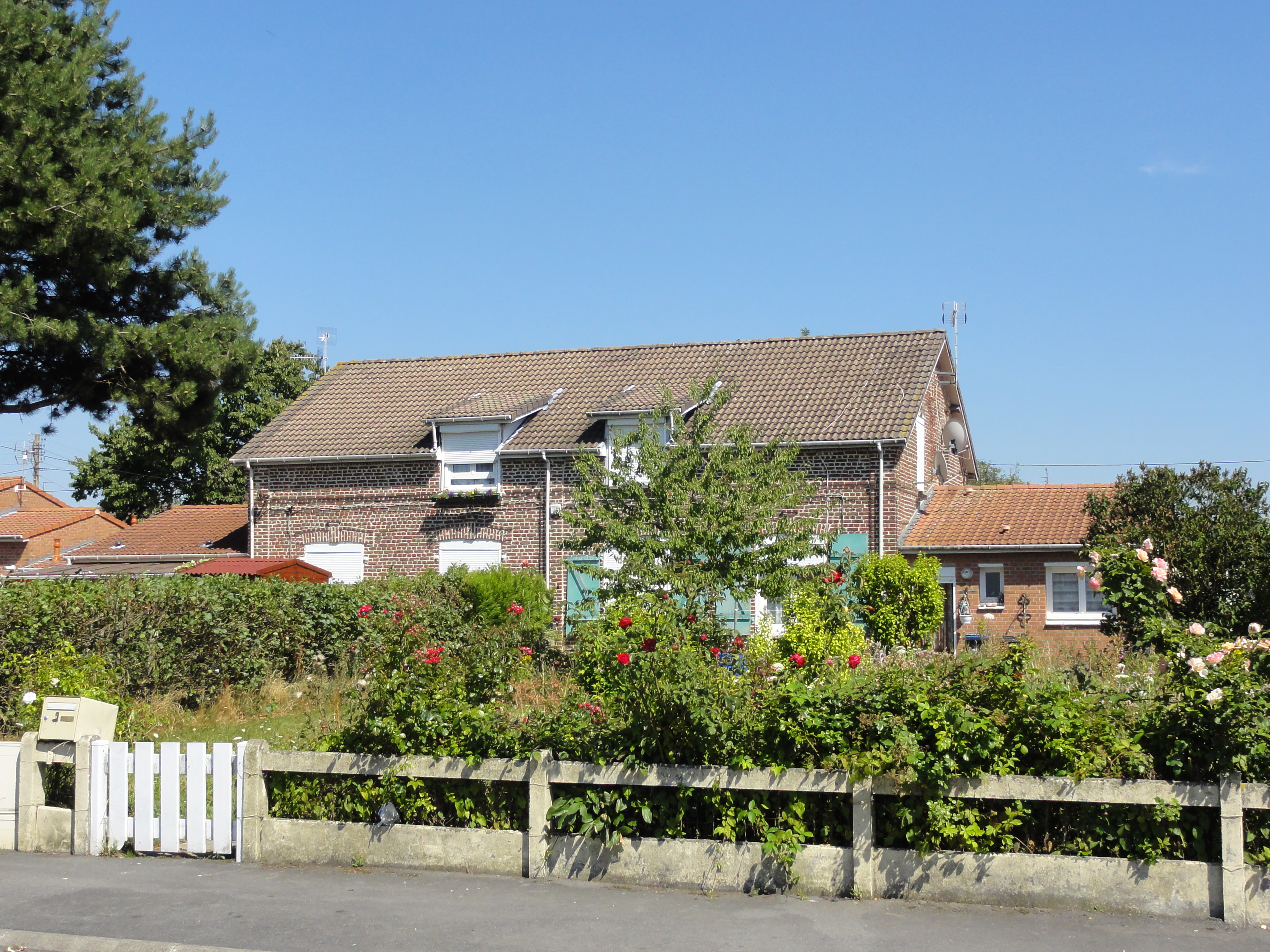
Des habitations groupées par quatre.